# Klosa (Name)
Klosa ist ein deutscher Familienname.

## Herkunft
1. Klosa ist ein ursprünglich in Oberschlesien vorkommender Familienname. Der Name ist eine slawische Ableitung von Nikolaus mit der Endung -a.
2. Ableitung zu niedersorbisch, polnisch kłos und obersorbisch kłós mit der Bedeutung Ähre.[1]

## Namensträger
- Annette Klosa-Kückelhaus (* 1966), deutsche Germanistin, Lexikografin und Sachbuchautorin
- Franz Joachim Klosa, deutscher Sachbuchautor und Schriftsteller
- Hans-Dieter Klosa (* 1942), Polizeipräsident von Hannover (1995–2007)